# Wuchale
Pour l’article homonyme, voir Wuchale (woreda).
Wuchale (également connue sous le nom d'Uccialli) est une ville du nord de l'Éthiopie, située à 40 kilomètres au nord de Dessie dans la Debub Wollo Zone de la région Amhara. Elle se trouve à 11° 30′ N, 39° 36′ E et à 1 711 mètres d'altitude. Le traité de Wuchale (en italien : Trattato di Uccialli) y est signé le 2 mai 1889, entre l'Empire éthiopien et le royaume d'Italie, par le Négus du Choa Menelik II et le comte Pietro Antonelli.